# Lizandro Echeverría
Lizandro Adrián Echeverría Pacheco (ur. 17 lutego 1991 w Cancún) – meksykański piłkarz występujący na pozycji napastnika.